# Vito Cea
Vito Cea (Matera, 1967) è un regista italiano.

## Biografia
Dopo gli studi informatici, fonda a Matera nel 1991, insieme ai soci Mario Raele e Francesco Giase, la società di produzioni cinematografiche e televisive RVM Broadcast
Appassionato di cinema e fotografia, da anni è impegnato nella regia di numerosi cortometraggi, lungometraggi e programmi televisivi. 
Dal 1997 al 2004 gira numerosi corti (fra i tanti: Arturo, 1995; La ragazza nel bar, 2000; Non fumare, 2004).
Subito dopo cura le regie di show televisivi su Sky con Barz e su Telenorba con Mudù, per undici edizioni.
Arriva dietro la macchina da presa per un lungometraggio nel 2003, con Il garante. Seguiranno le commedie Arrivano i mostri (2008) e Natale con chi vuoi, (2009).
Nel 2012 dirige Nando Paone e Uccio De Santis in Non me lo dire, storia di un comico che decide di lasciare il teatro dopo la separazione dalla moglie.
Con il cortometraggio Sassiwood con Sergio Rubini vince il Globo d'oro come miglior cortometraggio nel 2014.
Nel 2016 esce nelle sale Mi rifaccio il trullo con Uccio De Santis, Lorena Cacciatore, Pietro Genuardi, Stefano Masciarelli e Umberto Sardella.
In uscita nel 2021 altri due lungometraggi: Sassiwood (il film) e L'amore ti salva sempre.

## Filmografia

### Regista e montatore

#### Cortometraggi
- Arturo (1995)
- L'ora blu (1997)
- L'inseguimento (1998)
- La ragazza del bar (1999)
- Argentina (2000)
- Non fumare (2000)
- Minuti (2001)
- La mosca (2001)
- SassIwood (2014)
- Millelire (2015)
- L'appuntamento (2016)
- Terrurismo (2018)

#### Lungometraggi
- Il garante (2002)
- Arrivano i mostri (2004)
- Natale con chi vuoi (2009)
- Il numero 2 (2010)
- Non me lo dire (2012)
- Le cronache del terremoto (2013)
- Mi rifaccio il trullo (2016)
- Applausi (2018)
- Sassiwood, co-regia con Antonio Andrisani (2020)[3][4]
- L'amore ti salva sempre, co-regia con Antonio Andrisani (2022)

#### Televisione e web-series
- Beautiful Basilicata (2020-in corso), su Basilicatamedia.it[5]
- Mudù (2000-in corso), su Telenorba
- Barz (2006), su FX
- Robinuccio (2006), su Telenorba

#### Documentari
- Matera il film più bello (2018)
- Il settimo giocatore (2021)

## Riconoscimenti
- 1995: Miglior film "Castrocaro Film Festival" per Arturo
- 1995: Miglior film Festival "L'invasione degli ultracorti" di Bari per Arturo
- 1995: Miglior film "Valdarno film festival" per Arturo
- 1997: Miglior film "Festival di Pescara" per L'ora blu
- 1997: Miglior film "Castrocaro Film Festival" per L'ora blu
- 1999: Miglior film "Visionaria Film Festival" per Arturo
- 2014: Miglior cortometraggio Globo d'oro per Sassywood
- 2014: Menzione speciale giuria RIFF per Sassywood
- 2014: Video Comic Special Mention a Skepto International Film Festival per Sassywood
- 2014: Menzione speciale giuria al Video Festival Imperia per Sassywood
- 2017: Miglior cortometraggio e Premio Giuria Popolare al Valle d'Itria Corto Festival per Millelire